# Charity Adule
Charity Ogbenyealu Adule (sinh ngày 7 tháng 11 năm 1993 tại Warri, Delta State, Nigeria) là một cầu thủ bóng đá Nigeria, chơi cho đội tuyển bóng đá quốc gia Nigeria. Ở cấp độ câu lạc bộ, cô từng chơi bóng cho các đội bóng khác nhau như Rivers Angels, Bayelsa Queens và BIIK Kazygurt.

## Sự nghiệp

### Cấp câu lạc bộ
Adule bắt đầu sự nghiệp bằng việc tham gia đội bóng Rivers Angels và ra mắt năm 14 tuổi tại Cup Thách thức Bóng đá Nữ 2006 Sự ra mắt chuyên nghiệp của cô là trận đấu với đội bóng đối thủ Pelican Stars, mà sau này cô được mô tả là trận đấu đáng nhớ nhất trong sự nghiệp của mình. Cô ghi bàn thắng và Rivers Angels xếp thứ ba chung cuộc trong toàn giải đấu.
Vào mùa xuân năm 2011, cô rời Rivers Angels và gia nhập câu lạc bộ bóng đá nữ chuyên nghiệp Bayelsa Queens ở Yenagoa. Adule ghi được 57 bàn thắng chỉ trong 40 trận, cho Bayelsa Queens, và dẫn đến việc cô ký hợp đồng với nhà vô địch Kazakhstan BIIK Kazygurt. Cô tham gia thi đấu chính thức lần đầu cho BIIK tại UEFA Women Champions League vào ngày 8 tháng 10 năm 2014 trong trận đấu với đối thủ FFC Frankfurt của Đức.

## Quốc tế
Adule chơi cho U20 Nigeria tại World Cup FIFA U-20 dành cho nữ 2010 ở Đức và World Cup FIFA U-20 dành cho nữ 2012 tại Nhật Bản. Từ năm 2013, Adule chơi cho đội tuyển bóng đá quốc gia Nigeria.